# Burgstall Siebnach

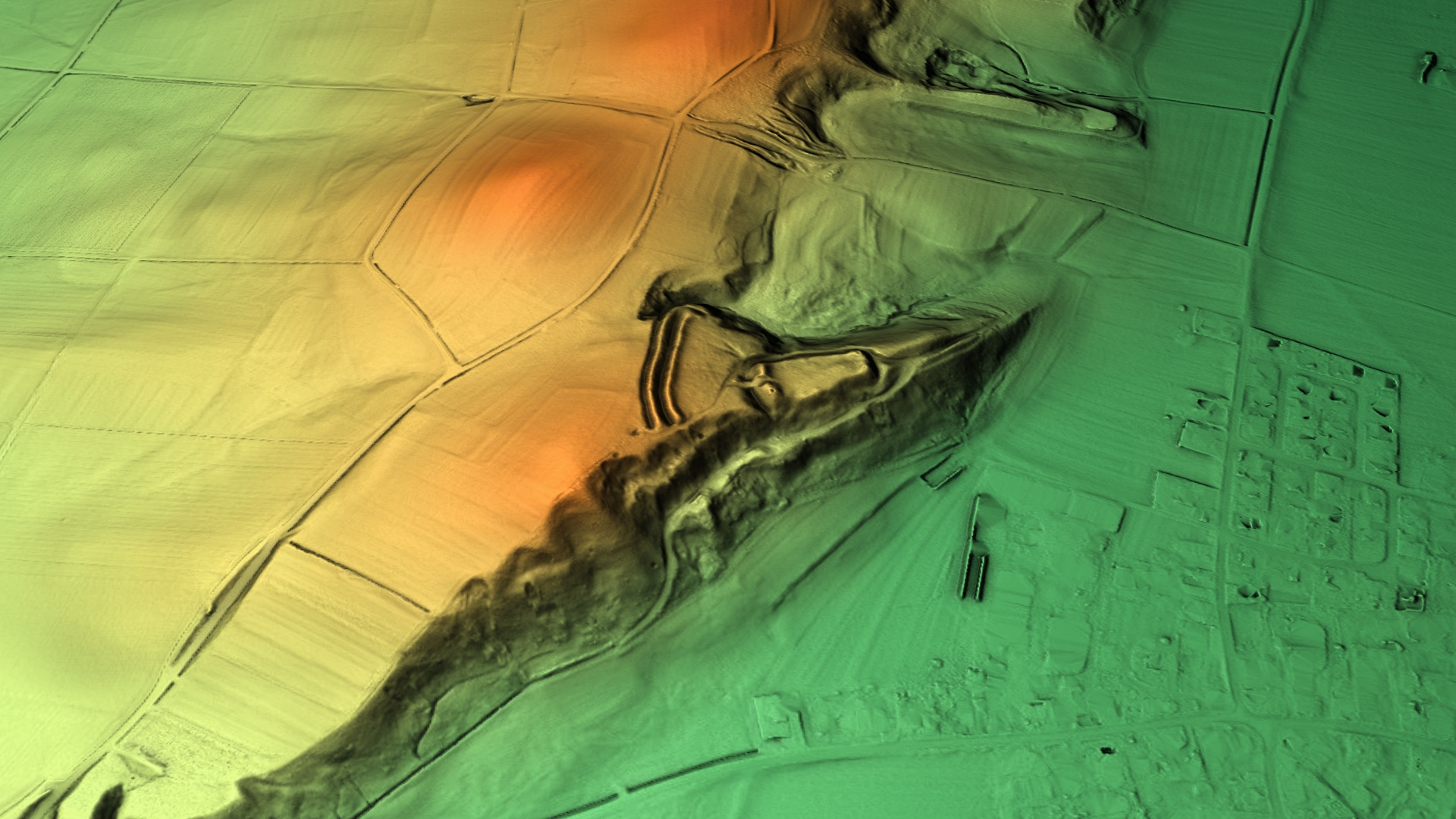
3D-Ansicht des digitalen Geländemodells

Der frühmittelalterliche Burgstall Siebnach (Schlossberg) liegt auf dem Buchberg über dem Ettringer Ortsteil Siebnach im Landkreis Unterallgäu in Schwaben. Die Wallburg weist einige typische Merkmale einer Ungarnschutzburg des 10. Jahrhunderts auf.

## Geschichte
Eine Burg in Sibeneich wird erstmals 1083 in den „Annales Augustani“ erwähnt. Der erste Staufer Friedrich eroberte hier zusammen mit dem Bischof von Augsburg, dem bayerischen Pfalzgrafen Rapoto V. und anderen eine Burg des Gegenkönigs Hermann von Salm. Ob es sich bei dieser, „von Räubern aufgerichteten“ Veste um die Burg auf dem Buchberg handelt, ist umstritten. Einige Forscher lokalisieren diese Wehranlage auf dem Kirchbühl.
Die Wallanlagen auf dem Buchberg sind dem 10. Jahrhundert zuzuordnen. Typologisch kann man sie in die Gruppe der Ungarnwälle einordnen. Ob diese Burg jedoch als dörfliche Schutzburg gegen die magyarischen Reiter angelegt wurde, oder wirklich erst nach der Schlacht auf dem Lechfeld entstand, kann noch nicht eindeutig entschieden werden.
Da das Vorgelände der Burg schon lange als Viehweide dient, muss das Fehlen der typischen Reiterannäherungshindernisse vor dem Wallsystem der Vorburg nicht zwangsläufig gegen eine ungarnzeitliche Datierung sprechen. Außerdem sind solche Erdriegel, Wolfsgruben oder Erdbuckel ein Kennzeichen der großen Ungarnwälle im Bereich des Bistums Augsburg, wie etwa der nahen Haldenburg. Bei kleineren Dorfschutzburgen dieser Zeitstellung konnten sie bisher noch nicht nachgewiesen werden. Hier behalf man sich offensichtlich mit Zäunen oder Dornverhauen.
Auch der vorgelegte zweite Wallgraben, der gerne als eine Kopie des nachungarnzeitlichen Außengrabens der Haldenburg angesehen wird, ist kein eindeutiges Indiz für die spätere Datierung. Gestaffelte Wallsysteme dieser Art sind eher ein Kennzeichen ungarnzeitlicher Wallanlagen.

## Beschreibung

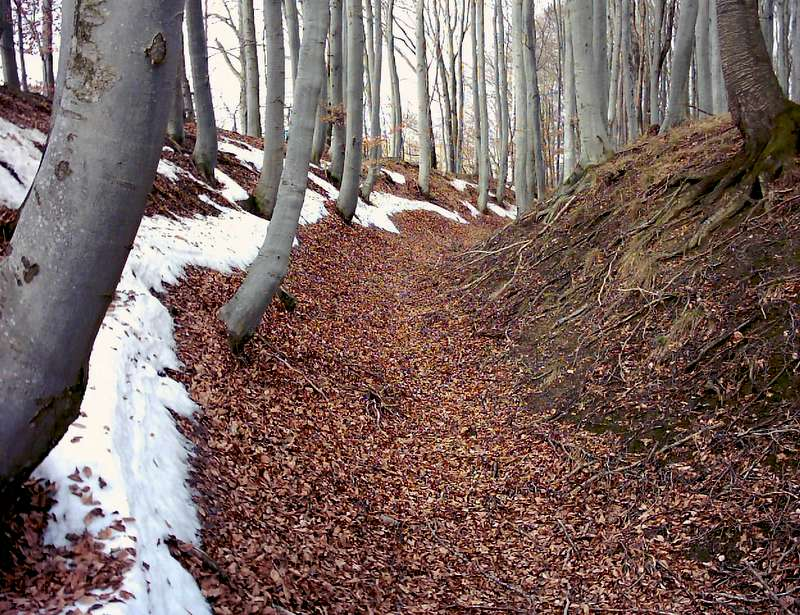
Der innere Wallgraben der Vorburg nach Norden

Die Wallburg ist fortifikatorisch äußerst geschickt auf einem nach Osten ausspringenden Hügelsporn angelegt. Die Anlage der Burg verweist eindeutig auf das Vorbild der nahen großen Ungarnschutzburg Haldenburg bei Schwabmünchen. Beide Burgen werden im Norden durch eine tiefe, natürliche Erosionsrinne geschützt.
Wie bei der Haldenburg ist der ovalen Hauptburg im Westen eine große Vorburg vorgelagert. Entsprechend dem Vorbild wird diese Vorburg durch ein doppeltes Wallgrabensystem von der Hochfläche abgetrennt. Die Wallhöhen und Grabentiefen wurden hier allerdings deutlich reduziert. Der innere Wall ist nur etwa vier, der Vorwall ungefähr drei Meter hoch.
Das Gelände fällt mäßig steil zur Hauptburg ab. Dem etwa fünf Meter hohen Hauptwall ist ein Halsgraben vorgelagert. Der Wall ist der Mitte unterbrochen, den Zugang ermöglicht heute eine Dammschüttung im Graben.
In Osten und Süden war die Wallanlage durch die Steilabfälle gut geschützt und wird zusätzlich durch eine Berme oder einen verflachten Hanggraben gesichert.
Der Burgweg zieht sich von Norden die Hangkante hinauf. Im oberen Teil wird der Weg durch einen langen, schmalen Geländesporn überhöht und trifft schließlich auf das äußere Tor. Die kurze Nordostseite der Hauptburg zeigt an den Ecken zwei deutliche Aufschüttungen, die auf Turmstellen hindeuten. Der Torweg folgt nun nach rechts dem Wallverlauf bis zum Frontwall der Hauptburg. Rechts setzt der Wall der Vorburg an. Hier lag sicherlich das ehemalige Haupttor der Burganlage. Ein potentieller Angreifer konnte also über eine längere Strecke von der Hauptburg bzw. dem Geländesporn aus unter Beschuss genommen werden.
Das Bayerische Landesamt für Denkmalpflege verzeichnet das Bodendenkmal als mittelalterlichen Burgstall unter der Denkmalnummer D 7-7829-0034.